# NGC 1660
NGC 1660 è una galassia a spirale situata nella costellazione del Bulino, a una distanza di circa 301 milioni di anni luce dalla nostra Via Lattea.

## Scoperta
La galassia è stata scoperta il 1 dicembre 1837 dall'astronomo britannico John Herschel.

## Descrizione
NGC 1660 ha una classe di luminosità I.